# Lino Falzon
Lino Falzon (Mosta, 9 de abril de 1941-3 de octubre de 2024) fue un futbolista maltés que jugó en la posición de defensa.

## Carrera

### Club
| Periodo   | Club                |
| --------- | ------------------- |
| 1958-1961 | Ħamrun Spartans FC  |
| 1961-1962 | Mosta FC            |
| 1963-1970 | Sliema Wanderers FC |
| 1968-1969 | → Mosta FC (cedido) |

### Selección nacional
Debutó con Malta el 28 de junio de 1962 en la derrota por 1-6 ante Dinamarca en Copenague por la clasificación para la Eurocopa 1964, en el primer partido de competición oficial de Malta; y se retiró en marzo de 1966 en un partido amistoso ante Libia, con lo que jugó cinco partidos internacionales sin anotar gol.

## Logros
- Premier League de Malta (3): 1963–64, 1964–65, 1965-66
- Tercera División de Malta (1): 1968-69
- Copa Maltesa (3): 1962–63, 1964–65, 1967–68